# Otto Authén
Otto Fredrik Authén (Oslo, 1886. november 1. – Oslo, 1971. július 7.) olimpiai ezüstérmes norvég tornász.
Az 1908. évi nyári olimpiai játékokon versenyzett tornában és összetett csapatversenyben ezüstérmes lett.
Klubcsapata az Oslo Turnforening volt.